# Krasne, Huseatîn
Krasne (în ucraineană Красне) este localitatea de reședință a comunei Krasne din raionul Huseatîn, regiunea Ternopil, Ucraina.

## Demografie
Componența lingvistică a localității Krasne
     Ucraineană (99,7%)
     Alte limbi (0,3%)
Conform recensământului din 2001, majoritatea populației localității Krasne era vorbitoare de ucraineană (99,7%), existând în minoritate și vorbitori de alte limbi.